# Список персонажів «Fairy Tail»
У манґі та аніме-серіалі Fairy Tail великий склад персонажів, створених Хіро Масімою. Дія серіалу переважно розгортається у Королівстві Фіор, країні у вигаданому всесвіті, де деякі жителів навчилися використовувати різні форми магії. Тих, хто займається магією як професією, називають чарівниками. Вони об'єднуються у гільдії, де обмінюються інформацією та виконують оплачувану роботу для клієнтів.
Головні герої — Нацу Драгніл, чарівник із силами дракона, і Люсі Хартфілія, небесна чарівниця, яка приєднується до гільдії Хвіст Феї. У першій частині серіалу вони формують команду, в яку входять: Хепі, літаючий кіт і найкращий друг Нацу; Грей Фуллбастер, льодовий чарівник; Ерза Скарлет, лицарка, яка спеціалізується на використанні різної магічної зброї та обладунків. Протягом усього серіалу Люсі та Нацу взаємодіють з іншими чарівниками та гільдіями Фіору. Вони також зустрічаються з різними антагоністами з незаконних «темних» гільдій і Зерефом, стародавнім чарівником, який є головним антагоністом серіалу.

## Світлі Гільдії
Це офіційні організації магів, які виконують всі закони і правила королівства. Кожен член гільдії на своєму тілі має її мітку.

### Хвіст Феї
Гільдія головних героїв сюжету Fairy Tail.
- Люсі Хартфілія (яп. ルーシィ・ハートフィリア, кириліз.: Ліушіі Хатофіліа, англ. Lucy Heartfilia) є головною героїнею із точки зору характеру Fairy Tail. В іменуванні персонажа автор використав пісню: The Beatles «Lucy in the Sky with Diamonds» (Люсі в небесах з Діамантами) як еталон.

Вона з'являється як 17-річна чарівниця, яка спеціалізується на використанні небесної магії (яп. 星 霊 魔法, кириліз.: Сеіреі Максо), здатна закликати магічних істот (небесних духів) з допомогою: Гейткейс (яп. 门 (ゲート) の 鍵, кириліз.: Гето Не Кагі) від ан. Gatekeys (Ключі Брам). Також використовує батіг, з яким може боротися разом з своїми духами, а згодом батіг: «Річка Зірок» (яп. 星 の 大河 (エトワール フルー グ)), подарований Дівою.
На початку сюжету вона зустрічає Нацу Драгніла і приєднується до Гільдії «Хвіст Феї», де й працює впродовж всієї історії. Пошук роботи зумовлений фінансування її орендуваної квартири [Гл. 1-4]. Її дуже «дивують» звички членів гільдії, які часто з'являються непрохані всередині її будинку [Гл. 4,47,106]. Вона також прагне стати письменником [Гл. 4,9].
Народилась в одній з найбагатших сімей Фійора. Була дуже близька з матір'ю Лейлою Хартфілія, яка вмирає коли Люсі було десять років, натомість з батьком Джудом напружені відносини. Захотіла стати небесним майстри через казки і історії матері про духів, від неї ж вона отримала любов і повагу до них. Люсі тікає з дому, щоб приєднатися до титульної гільдії. Роки опісля Джуд наймає гільдію Фантом Лорд, щоб повернути її в маєток, але натомість гільдія намагається утримати її, щоб продати за викуп. Після розгрому Фантом Лорд, Люсі протистоїть волі батька і ламає зв'язок з ним, попереджаючи його щоб ніколи не заважав Хвосту Феї знову [Гл. 50,64,67]. Врешті-решт вона примиряється з Джудом після того як дізналась про його смерть, під час її зникнення на острові, сповідує свою любов до нього [Гл. 129, 130, 257].
- Нацу (Саламандер) Драгніл — один із головних героїв, найкращий друг і напарник Люсі. Молодший брат Зерефа Драгніла. Вихований драконом Ігнілом. Один із п'яти Вбивць Драконів, який володіє вогняною магією. Як і інші Вбивці Драконів, Нацу страждає від закачування.[2].
- Грей (Відморожений) Фулбастер — 18 річний хлопець, який практикує магію льодяного творця, що дозволяє йому в доволі короткий відрізок часу створити зброю і неживі предмети з льоду. Він більш спокійний і холоднокровний в порівнянні з іншими членами Гільдії, але має звичку знімати з себе одяг не усвідомлюючи цього. Майже завжди він виступає як суперник Нацу Драґніла, що швидше за все пов'язано із несумісністю їхніх магічних стихій. Коли йому було 8 років на його містечко напав Демон Деліора, місто було зруйноване, а батьки Грея вбиті. Після цього випадку його приймає чарівниця творця льоду Ур. Після якогось часу навчань Грей хоче перемогти Деліору, але будучи заслабким сам мало не помирає. На порятунок йому спішить Ул, яка ціною власного життя запечатала демона в кризі.
- Ерза (Ельза) Скарлет (Багряна, Титанія) — дев'ятнадцятирічна дівчина, володіє магією переозброєння. Мітка гільдії на лівому плечі. В дитинстві була в Райській вежі, звідки їй вдалося втекти. Там же познайомилася з Джераром, в якого була закохана. Також в дитинстві вона втратила праве око, яке було заміненне на магічний протез[3].
- Містган — син короля Едоласу, двійник Жерара, черер що, приховує своє обличчя. Відправився на Землю, щоб закрити всі аніми, які створив його батько. Після подій в Едоласі, стає його королем.
- Мавіс Верміліон — перший Майстер і одна із засновниць гільдії Хвіст Феї. Її могила знаходиться на острові Тенри. Під час Великих магічних ігор використала ефірне тіло, щоб вболівати за свою гільдію.
- Макаров Дреяр — третій та шостий майстер Хвоста феї. Батько Івана (майстер Хвоста ворона) і дід Лексуса. Володіє магією світла.
- Лексус Дреяр (яп. ラ ク サ ス · ド レ ア ー) — внук третього майстра Макарова. Входить до групи «Громовержців». Вбивця драконів другого покоління, якому вживили кристал. Влаштувавши бій між членами гільдії, був переможений Нацу і Гажелом та вигнаний майстром з Хвоста феї. За наказом 5 майстра був повернений до гільдії (Гл. 259).
- Фрід Джастін (яп. フリード・ジャスティーン) — входить до групи «Громовержців». Мітка гільдії світло-зелена, розташована на правій руці з тильної сторони долоні. Володіє темним письомом (магія Тайнопису).
- Бікслоу (яп. ビ ッ ク ス ロ ー) — входить до групи «Громовержців». Має мітку «Хвоста Феї» на язику. Володіє магією «ляльковода». Може вселяти людські душі в ляльки або предмети і маніпулювати ними. Має 5 літаючих ляльок, які випускають величезну кількість магічної енергії.
- Міраджейн Штраусс (Демониця) — володіє магією перевтілення. Сестра Лісанни та Ельфмана. Зазвичай виконує обов'язки бармена у гільдії.
- Лісанна Штраусс — володіє магією перевтілення. Сестра Міраджани та Ельфмана. Вважалася 2 роки померлою. Під час подорожі до Едоласа була знайдена і повернулася в гільдію.
- Ельфман Штраусс — сиарший брат Лісанни та Міраджани, також володіє магією перевтілення. Після «загибелі» Лісанни втратив здатність повного перевтілення (перетворювалася лише Рука звіра).
- Ромео Конбольт — син Макао, володіє магією вогню. Захоплюється Нацу.
- Макао Конбольт — четвертий майсер гільдії, яким став після зникнення Макарова.
- Венді Марвел (яп. ウ ェ ン デ ィ マ ベ ル) — вбивця драконів першого покоління. Подорожує разом зі своєю подругою-іксидом Карлою (Шарлі). Володіє повітряною і цілющою магією. Її матір'ю була драконка на ім'я Ґрандіна. Раніше була в гільдії Котячий дім, яка була створена лише для Венді.
- Кана Альберона — володіє магією карт. Донька Гілдартса. Має пристрасть до алкоголю.
- Ґілдартс Клайв (яп. ギルダーツ・クライヴ) — один з наймогутніших чарівників гільдії, батько Кани. Він використовує магію «Руйнування», яка перетворює все, до чого він торкається, в пил. Став п'ятим Майстром Хвоста Феї, проте втік від відповідальності, передавши гільдію Макарову, але при цьому віддавши в листі кілька наказів.
- Леві МакГарден — 17-річна дівчина, лідер Команди Тіней. Володіє Тайнописом — може матеріалізувати слова[4].
- Кінана — виконувала обов'язки бармена під час 7-річної відсутності Міраджани.
- Лакі Олієтта
- Гаджил Редфокс (яп. ガジル・レッドフォックス) — дев'ятнадцятирічний хлопець, вбивця драконів першого покоління. Його виростив дракон на ім'я Металікана. Його магія пов'язаних із залізом. Раніше був у гільдії Фантом Лорд (англ. Phantom Lord).
- Дождія
- Віска (Біска) та Арзак Корнели (яп. ビ ス カ · ム ー ラ ン, латиніз.: Bisuka Koneru та яп. ア ル ザ ッ ク · コ ネ ル, латиніз.: Aruzakku Koneru) — чарівники гільдії, володіють магічною зброєю, мають доньку Аску.
- Хеппі — синій крилатий кіт із раси Іксідів світу Едолас. Вилупився з яйця, яке знайшов Нацу і «висидів» разом з Лісанною.
- Карла (Шарлі) — біла кішка Венді, донька королеви Іксідів.
- Лілейний — сірий кіт Гаджила, раніше житель Едоласу.

## Темні Гільдії
Глільдії що працюють без жодного контролю, не вибирають методів та використовують заборонені техніки. Зазвичай поза законом та мають в своїх лавах розшукуваних злочинців.

## Едолас
Альтернативна реальність названа як королівство в якому відбулись всі події Аніме.